# Hlinitanový beton
Hlinitanový beton je speciální druh betonu, který se používal převážně od 30. do 50. let 20. století. Hlavní složkou tohoto betonu je hlinitanový cement. Hlinitanový cement byl patentován ve Francii roku 1908 společností Lafarge. Stal se výsledkem hledání cementu s odolností vůči síranům. První bauxitový cement se na území České republiky začal vyrábět od roku 1930, ale jeho většímu uplatnění bránila vyšší cena.
Tento materiál se vyznačuje hnědou až oranžovou barvou. Obsah oxidu hlinitého by se měl pohybovat nad 35 %. Cement se vyrábí pálením z vápence a bauxitu s nízkým obsahem oxidu křemičitého. Speciální vlastností tohoto cementu je rychlý náběh pevností - např. po 6 hodinách pevnost hlinitanového cementu může dosahovat 20 MPa až 55 MPa. Díky tomu se dal hlinitanový beton velmi rychle odbednit. Další výhodou byla možnost betonáže za nižších teplot a lepší odolnost betonu proti agresivním siřičitanům.
Později se zjistilo, že beton ztrácí pevnost a narušuje železné výztuže. Dnes je zakázáno používat tento druh betonu na nosné konstrukce. Životnost hlinitanového betonu negativně ovlivňují vysoké teploty a nedostatek vlhkosti. V současné době se smí používat na žárobetony, případně na speciální práce, kde se od betonu neočekává dlouhodobá stabilita.
Nečekaný rozpad konstrukcí budov z hlinitanového betonu si vyžádal v minulosti životy lidí, jako například při havárii v národním podniku MESIT v Uherském Hradišti roce 1984. Z tohoto důvodu musely být zbořeny i další stavby s narušenou statikou, kde bylo použito toto pojivo, například obchodní a nájemní dům JEPA v Brně nebo Palác Baťa v Mariánských Lázních. V květnu roku 2018 se uzavřela část budovy právnické fakulty v Brně. Jednalo se o čtyři posluchárny a menzu. Důvodem uzavření bylo použití hlinitanového cementu na vodorovné nosné konstrukce ve 30. letech 20. století.